# Золотов, Юрий Михайлович
Ю́рий Миха́йлович Зо́лотов (1927 — 1975) — советский дипломат. Чрезвычайный и полномочный посланник II класса.

## Биография
На дипломатической работе с 1950 года.
- В 1950—1952 годах — сотрудник центрального аппарата МИД СССР.
- В 1952—1955 годах — сотрудник Посольства СССР в Албании.
- В 1955—1958 годах — сотрудник центрального аппарата МИД СССР.
- В 1958—1962 годах — сотрудник Посольства СССР в Албании.
- В 1962—1964 годах — слушатель Высшей дипломатической школы МИД СССР.
- В 1964—1965 годах — на ответственной работе в центральном аппарате МИД СССР.
- В 1965—1970 годах — первый секретарь, советник Посольства СССР в Сенегале.
- В 1970—1974 годах — на ответственной работе в центральном аппарате МИД СССР.
- С 31 августа 1974 по 10 августа 1975 года — чрезвычайный и полномочный посол СССР в Мали[1].

## Семья
Жена — Золотова Ольга Васильевна. Сын — Золотов Александр Юрьевич — российский дипломат.